# آي تربل إي 802
آي تربل إي 802 هي مجموعة من معايير معهد مهندسي الكهرباء والإلكترونيات (IEEE) للشبكات المحلية (LAN)، والشبكة الشخصية (PAN)، والشبكات الحضرية (MAN). تحافظ لجنة معايير آي تربل إي 802 LAN/MAN (المعروفة اختصارا بـ LMSC) على هذه المعايير. تضم سلسلة معايير 802 أربعة وعشرين معيارا، مرقمة من 802.1 إلى 802.24، مع مجموعة عمل مخصصة لكل منها. ومع ذلك، ليست كل مجموعات العمل هذه نشطة حاليًا.
تقتصر معايير 802 على شبكات الحاسوب التي تحمل حزمًا متغيرة الحجم، على عكس شبكات تتابع الخلايا، على سبيل المثال، التي يتم فيها نقل البيانات في وحدات قصيرة ذات حجم موحد تسمى الخلايا. تقع أيضًا خارج نطاق معايير آي تربل إي 802 شبكات الإشارة المتزامنة، التي يتم فيها إرسال البيانات كتدفق ثابت من ثمانيات، أو مجموعات من الثمانيات، على فترات زمنية منتظمة.
الرقم 802 ليس له أهمية: لقد كان ببساطة الرقم التالي في التسلسل الذي استخدمه المعهد لمشاريع المعايير.
تحدد الخدمات والبروتوكولات المحددة في آي تربل إي 802 الطبقتين السفليتين (رابط البيانات والطبقة المادية) من نموذج الربط البيني للأنظمة المفتوحة (OSI) المكون من سبع طبقات. تقسم آي تربل إي 802 طبقة ارتباط البيانات إلى طبقتين فرعيتين: طبقة التحكم بالربط المنطقي (LLC) والتحكم بالوصول للوسط (MAC)، على النحو التالي:
- طبقة وصل البيانات
  - طبقة التحكم بالربط المنطقي (LLC) الفرعية
  - طبقة التحكم بالوصول للوسط (MAC) الفرعية
- الطبقة المادية

المعايير الأكثر استخدامًا هي: الإيثرنت، التجسير والشبكات المحلية الافتراضية، الشبكات المحلية اللاسلكية، الشبكات الشخصية اللاسلكية، الشبكات الحضرية اللاسلكية، التعايش اللاسلكي، خدمات تسليم الوسائط المستقلة، وشبكات الوصول إلى الراديو اللاسلكي.

## مجموعات العمل
| الاسم               | الوصف                                                               | الحالة                    |
| ------------------- | ------------------------------------------------------------------- | ------------------------- |
| آي تربل إي 802.1    | مجموعة عمل بروتوكولات الطبقة العليا للشبكة المحلية (LAN)            | نشطة                      |
| آي تربل إي 802.2    | طبقة التحكم بالربط المنطقي (LLC)                                    | حُلت                       |
| آي تربل إي 802.3    | إيثرنت                                                              | نشطة                      |
| آي تربل إي 802.4    | شبكة خطية مرمزة                                                     | حُلت                       |
| آي تربل إي 802.5    | طبقة التحكم بالوصول للوسط للحلقة المرمزة                            | حُلت                       |
| آي تربل إي 802.6    | شبكة مدينية                                                         | حُلت                       |
| آي تربل إي 802.7    | شبكة LAN ذات النطاق العريض باستخدام الكابل المحوري                  | حُلت                       |
| آي تربل إي 802.8    | علامة الألياف البصرية                                               | حُلت                       |
| آي تربل إي 802.9    | شبكة محلية للخدمات المتكاملة (ISLAN أو isoEthernet)                 | حُلت                       |
| آي تربل إي 802.10   | أمان الشبكة المحلية القابلة للتشغيل البيني                          | حُلت                       |
| آي تربل إي 802.11   | شبكة محلية لاسلكية (WLAN) و(شهادة واي فاي)                          | نشطة                      |
| آي تربل إي 802.12   | 100BaseVG                                                           | حُلت                       |
| آي تربل إي 802.13   | غير مستخدم                                                          | محجوزة لتطوير إيثرنت سريع |
| آي تربل إي 802.14   | مضمان كبلي                                                          | حُلت                       |
| آي تربل إي 802.15   | شبكة شخصية                                                          | نشطة                      |
| آي تربل إي 802.15.1 | شهادة بلوتوث                                                        | حُلت                       |
| آي تربل إي 802.15.2 | التعايش بين آي تربل إي 802.15 وآي تربل إي 802.11                    | غير نشطة                  |
| آي تربل إي 802.15.3 | شبكة شخصية لاسلكية عالية السرعة (على سبيل المثال النطاق فائق العرض) | ؟                         |
| آي تربل إي 802.15.4 | شبكة شخصية لاسلكية منخفضة السعر (مثل زيجبي و مي وي)                 | نشطة                      |
| آي تربل إي 802.15.5 | شبكة متداخلة لـ شبكة شخصية                                          | ؟                         |
| آي تربل إي 802.15.6 | شبكة الجسم                                                          | نشطة                      |
| آي تربل إي 802.15.7 | اتصالات الضوء المرئي                                                | ؟                         |
| آي تربل إي 802.16   | النطاق العريض اللاسلكي (شهادة واي ماكس)                             | غير نشطة                  |
| آي تربل إي 802.16.1 | خدمة التوزيع المحلية متعددة النقاط                                  | غير نشطة                  |
| آي تربل إي 802.16.2 | تعايش وصول اللاسلكي                                                 | غير نشطة                  |
| آي تربل إي 802.17   | حلقة حزمة مرنة                                                      | حُلت                       |
| آي تربل إي 802.18   | العلامة التنظيمية للراديو                                           | نشطة                      |
| آي تربل إي 802.19   | مجموعة عمل التعايش اللاسلكي                                         | ؟                         |
| آي تربل إي 802.20   | الوصول اللاسلكي للنطاق العريض عبر الهاتف المحمول                    | حُلت                       |
| آي تربل إي 802.21   | تسليم وسائل الإعلام المستقلة                                        | غير نشطة                  |
| آي تربل إي 802.22   | شبكة المنطقة الإقليمية اللاسلكية                                    | غير نشطة                  |
| آي تربل إي 802.23   | مجموعة عمل خدمات الطوارئ                                            | حُلت                       |
| آي تربل إي 802.24   | علامة التطبيقات العمودية                                            | ؟                         |

## روابط خارجية
- موقع لجنة 802
- معايير آي تربل إي 802 متاحة عبر برنامج آي تربل إي Get
- رأسمالية ريادة الأعمال والابتكار: تاريخ الاتصالات الحاسوبية 1968-1988 نسخة محفوظة 2019-07-19 على موقع واي باك مشين.